# Međunarodni dan muškaraca
Međunarodni dan muškaraca (MDM) godišnji je međunarodni događaj koji se slavi 19. studenoga. Inauguriran 1999. godine na Trinidadu i Tobagu, ovaj je dan s popratnim zbivanjima stekao potporu mnogih pojedinaca i skupina u Australiji, na Karibima, u Sjevernoj Americi, Aziji, Europi, Africi i Ujedinjenim narodima.
Ciljevi proslave MDM-a uključuju fokusiranje na zdravlje muškaraca i dječaka, promicanje spolne ravnopravnosti te isticanje pozitivnih muških uzora. Prilika je to za naglašavanje diskriminacije prema muškarcima i dječacima te proslavu njihovih postignuća i doprinosa, posebice za njihove doprinose zajednici, obitelji, braku i skrbi za djecu.
Slavi se 19. studenoga u preko 50 država uključujući Trinidad i Tobago, Jamajku, Australiju, Indiju, Kinu, Sjedinjene Države, Singapur, Maltu, Ujedinjenu Kraljevinu, Južnu Afriku, Mađarsku, Irsku, Ganu, Kanadu, Dansku, Austriju, Francusku, Pakistan, Grenadu, Antigvu i Barbudu, Sveti Kristofor i Nevis, Grenadu i Italiju, a međunarodna potpora proslavi je široka.

## Više informacija
- Međunarodni dan žena
- Očev dan
- Svjetski dan muškaraca (ceremonija dodjele nagrada - 1. studenoga u Rusiji)
- prava muškarca

## Vanjske poveznice
- MDM u Hrvatskoj